# Eric Davis (giocatore di football americano)
Eric Wayne Davis (Anniston, 26 gennaio 1968) è un ex giocatore di football americano statunitense che ha giocato nel ruolo di cornerback per tredici stagioni nella National Football League (NFL). Fu scelto nel corso del giro secondo (53º assoluto) del Draft NFL 1990 dai San Francisco 49ers. Al college ha giocato a football alla Jacksonville State University.

## Carriera professionistica
Davis fu scelto nel corso del secondo giro del Draft 1990 dai San Francisco 49ers. Eric giocò un ruolo fondamentale nella finale della NFC del 1994 contro i Dallas Cowboys grazie a due giocate chiave all'inizio della partita. La prima fu un intercetto da 44 yard ritornato in touchdown nella terza giocata dalla linea di scrimmage della partita, mentre nella seconda forzò un fumble su Michael Irvin che portò a un altro touchdown dei 49ers. Queste giocate aiutarono i 49ers a sconfiggere i Cowboys che venivano da due titoli consecutivi e a raggiungere il Super Bowl XXIX in cui avrebbero battuto i San Diego Chargers 49–26. Nel 1995 Davis fu convocato per il Pro Bowl e contribuì a rendere la difesa dei 49ers la migliore della lega. Nel 1996 divenne un free agent e firmò coi Carolina Panthers, guidandoli fino alla finale della NFC persa contro i futuri vincitori del Super Bowl XXXI, i Green Bay Packers. Dopo aver giocato una stagione coi Denver Broncos, nel 2002, Davis terminò la sua carriera nei Detroit Lions.
Attualmente Davis detiene ancora il record NFL per maggior numero di gare di playoff consecutive con almeno un intercetto, 5.

## Vittorie e premi
- Super Bowl : 1 Vincitore del Super Bowl XXIX
- (2) Pro Bowl (1995, 1996)
- (3) All-Pro (1995, 1996, 1997)

## Statistiche
| Sack       | 2,0 |
| Intercetti | 38  |
| Touchdown  | 5   |